# Yannick Talabardon
Yannick Talabardon (Parigi, 6 luglio 1981) è un ex ciclista su strada francese professionista dal 2002 al 2013.

## Palmarès
- 2002 (BigMat-Auber 93, due vittorie)

1ª tappa Ronde de l'Isard d'Ariège
5ª tappa Ronde de l'Isard d'Ariège
- 2004 (BigMat-Auber 93, due vittorie)

1ª tappa Tour de Normandie (Mondeville > Yvetot)
Tour du Jura
- 2009 (Sojasun, una vittoria)

Parigi-Troyes

### Altri successi
- 2003 (BigMat-Auber 93)

Mi-août en Bretagne (Prix du Léon)
- 2004 (BigMat-Auber 93)

Classifica scalatori Tour de l'Avenir
Mi-août en Bretagne (Prix des Blés d'Or)

## Piazzamenti

### Grandi Giri
- Giro d'Italia

2005: 78º
2006: 100º
- Tour de France

2011: 45º
- Vuelta a España

2007: 60º
2008: 31º

### Classiche monumento
- Milano-Sanremo

2006: ritirato
- Giro delle Fiandre

2006: 79º
2008: ritirato
- Parigi-Roubaix

2006: ritirato
2008: 96º
2012: ritirato
2013: 100º
- Liegi-Bastogne-Liegi

2011: ritirato
2012: ritirato
- Giro di Lombardia

2005: ritirato
2007: ritirato